# Бруггман, Эдмунд
Эдмунд «Эди» Бруггманн (нем. Edmund «Edy» Bruggmann, 15 апреля 1943, Флумс, Швейцария — 9 июня 2014, Валенштадт, Швейцария) — швейцарский горнолыжник, серебряный призёр Олимпийских игр в Саппоро (1972).

## Спортивная карьера
В соревнованиях на Кубок мира выиграл пять стартов, столько же — пять раз занимал второе место и четырежды был третьим; при этом 32 раза входил в десятку лучших. В сезоне 1971/72 финишировал третьим в общем зачете Кубка мира. На чемпионате мира по горнолыжному спорту в итальянской Валь-Гардене (1970) стал пятым в комбинации.
На своих первых зимних Олимпийских играх в австрийском Инсбруке (1964) был 19-м в гигантском слаломе. Через четыре гола на Олимпиаде в Гренобле (1968) оказался 10-м в скоростном спуске и 12-м в гигантском слаломе. Предолимпийский сезон Кубка мира 1971/72 начал с победы в гигантском слаломе и четырёх подиумов. Самым значительным успехом швейцарского горнолыжника стала серебряную медаль в гигантском слаломе на зимних Олимпийских играх в Саппоро (1972).
Последний раз горнолыжник принял старт 27 января 1974 г. в слаломе в австрийском Китцбюэле.
По завершении спортивной карьеры занялся гостиничным бизнесом на швейцарском горнолыжном курорте Флумзерберг.

## Победы на этапах Кубка мира
| Дата            | Место проведения | Страна    | Дисциплина        |
| --------------- | ---------------- | --------- | ----------------- |
| 4 января 1968   | Бад-Хинделанг    | ФРГ       | Гигантский слалом |
| 17 февраля 1969 | Краньска-Гора    | Югославия | Слалом            |
| 5 января 1971   | Берхтесгаден     | ФРГ       | Гигантский слалом |
| 16 марта 1972   | Грёден           | Италия    | Гигантский слалом |
| 19 марта 1972   | Пра-Луп          | Франция   | Гигантский слалом |